# Manuel Menéndez
Manuel Menéndez (* 24. Januar 1915 in Buenos Aires, Argentinien; † 15. Dezember 1999) war Bischof von San Martín.

## Leben
Manuel Menéndez empfing nach dem Studium der Katholischen Theologie und Philosophie am 20. Dezember 1947 das Sakrament der Priesterweihe.
Am 25. Oktober 1956 ernannte ihn Papst Pius XII. zum Titularbischof von Diospolis Superior und bestellte ihn zum Weihbischof in Buenos Aires. Der Erzbischof von Córdoba, Fermín Emilio Lafitte, spendete ihm am 16. Dezember desselben Jahres die Bischofsweihe; Mitkonsekratoren waren der Bischof von San Luis, Emilio Antonio di Pasquo, und der Weihbischof in Buenos Aires, Manuel Tato.
Am 12. Juni 1961 ernannte ihn Papst Johannes XXIII. zum ersten Bischof von San Martín. Die Amtseinführung erfolgte am 1. Oktober desselben Jahres. Am 16. Juli 1991 nahm Papst Johannes Paul II. das von Manuel Menéndez aus Altersgründen vorgebrachte Rücktrittsgesuch an.
Manuel Menéndez nahm an allen vier Sitzungsperioden des Zweiten Vatikanischen Konzils teil.